# ادری کوبا
ادری کوبا (انگلیسی: Adri Embarba؛ زادهٔ ۷ مهٔ ۱۹۹۲) بازیکن فوتبال اهل اسپانیا است.
از باشگاه‌هایی که در آن بازی کرده‌است می‌توان به باشگاه فوتبال رایو وایکانو و باشگاه فوتبال رئال مادرید اشاره کرد.